# Liam Finn
Liam Finn (n. 24 septembrie 1983 în Melbourne) este un cântăreț și chitarist din Noua Zeelandă. Liam Finn este fiul celebrului cântăreț Neil Finn (Crowded House). A debutat în 2007.

## Discografie
- I'll Be Lightning (2007)
- „Live (in Spaceland)” (22 februarie 2008), Spaceland Recordings